# Fadel Chaker
 (février 2009).
Si vous disposez d'ouvrages ou d'articles de référence ou si vous connaissez des sites web de qualité traitant du thème abordé ici, merci de compléter l'article en donnant les références utiles à sa vérifiabilité et en les liant à la section « Notes et références ».
Fadel Chaker (en arabe فضل شاكر, prononcé : /fadˤl ʃaːkɪr/), de son vrai nom Fadel Abderrahmane Shamandar, né le 1er avril 1969 à Sidon (Saïda) au Liban, est un chanteur libanais pop.

## Biographie
Chaker est né d'une mère palestinienne et d'un père libanais dans le camp palestinien d'Ain Héloué, à Saïda.
Fadel Shamandar commence sa carrière en chantant dans des mariages de camps palestiniens. Il change son nom en Chaker plus tard.
Son premier album est commercialisé au milieu des années 1990 et au temps de sa gloire, toutes ses chansons connaissent l'engouement du public, jusqu'à ce qu'il mette fin à sa carrière en 2011, pour s'engager dans l'activisme islamiste (courant salafiste). En fuite depuis 2013, il est activement recherché par l’armée libanaise.

## Ses débuts
Son premier album Wallah zaman sorti en 1998 le fait connaître du grand public. Parmi les compositeurs et écrivains on trouvait Salah Sharnouby et Ahmed Sheta, deux noms reconnus de la scène musicale arabe.

## Radicalisme
La révolte en Syrie en  2011 contre l’ancien président de la syrie Bachar al-Assad conduit Fadel Chaker à soutenir la révolution du peuple syrien. En mars 2012, le chanteur s'affiche aux côtés d'Ahmad al-Assir, un imam qui s'oppose au Hezbollah libanais. Lors du siège de la mosquée d’Ahmad al-Assir par des miliciens du Hezbollah en 2013, il prend les armes aux côtés des terroristes de Ahmad al-Assir et se vante sur une vidéo postée sur les réseaux sociaux d’avoir tué deux soldats de l'armée libanaise et blessé quatre autres. Après cela, la justice libanaise délivre un mandat d’arrêt à son encontre. Il s'enfuit et est condamné à mort par contumace par un tribunal militaire pour « acte terroriste »,.
En 2016, Fadel Chaker est condamné par contumace à cinq ans de prison ferme pour offense à un pays ami et incitation à la haine. Il est de nouveau condamné, par contumace, à 15 ans de prison en septembre 2017 pour son rôle dans la bataille de Saïda en 2013 contre les combattants du Hezbollah.

## Albums
- 1998: Walah Zaman  [Al Khouyoul Records]
- 1999: Baya' El Oolob  [Al Khouyoul Records] : Le second album fut un succès après que la chanson éponyme Baya’ al qouloub prit la tête des hit parade pendant la première semaine de sa sortie.
- 2000: El Hob El Adeem  [Al Khouyoul Records]
- 2000: Sahrat Tarab  {Master Melody]
- 2001: Hobak Khayal  [Al Khouyoul Records]
- 2003: Layali Beirut  [Rotana Records]
- 2003: Sa'at Taram maa Fadl Shaker  [Rotana Records]
- 2003: Sidi Rouhy  [Rotana Records]
- 2004: Saharney El Shook  [Rotana Records]
- 2006: Allah Aalam  [Rotana Records]
- 2009: Baada Aal Bal  [Rotana Records]
- 2010: Rawae3  [Rotana Records]

## Clips
- Law Ala Albi
- Weftara'na
- El Alam El Gedeed
- Akhedny Maak
- Ya Msahirni El Leil
- Ma Assadak

## Dernières chansons
Avant de quitter le chant, Fadel Chaker a chanté 2 chansons qui sont :
- Nesitha
- Yahoun El Omr Li Habibi

Ces chansons devraient être dans un album qui devait le descendre mais il n'a pas vraiment eu lieu.